# Калиновський сільський округ
Кали́новський сільський округ (каз. Калиновка ауылдық округі, рос. Калиновский сельский округ) — адміністративна одиниця у складі Теренкольського району Павлодарської області Казахстану. Адміністративний центр — село Калиновка.
Населення — 662 особи (2021; 837 у 2009, 1216 у 1999, 1704 у 1989).
Станом на 1989 рік існувала Калиновська сільська рада (села Калиновка, Каратал, Кизилдау, Новокиївка). 2018 року було ліквідовано село Каратал.

## Склад
До складу округу входять такі населені пункти:
| Населений пункт  | Старі назви | Населення, осіб (1989) | Населення, осіб (1999) | Населення, осіб (2009) | Населення, осіб (2021) |
| ---------------- | ----------- | ---------------------- | ---------------------- | ---------------------- | ---------------------- |
| Калиновка, село  | -           | 1191                   | 866                    | 620                    | 540                    |
| Каратал, село    | -           | 191                    | 142                    | 46                     | -                      |
| Кизилдау, село   | Ярославка   | 226                    | 208                    | 171                    | 122                    |
| Новокиївка, село | -           | 96                     | -                      | -                      | -                      |